# Ногоръёган (приток Куновата)
Ногоръёган (устар. Ногор-Юган) — река в России, протекает в Ямало-Ненецком АО. Устье реки находится в 287 км от устья Куновата по левому берегу. Длина реки составляет 55 км.
Притоки:
- Ай-Сесынгъёган — в 28 км (пр);
- Кутоп-Сэсынгъёган — в 40 км (пр);
- Ун-Сэсынгъёган — в 41 км (пр).

## Данные водного реестра
По данным государственного водного реестра России относится к Нижнеобскому бассейновому округу, водохозяйственный участок реки — Обь от впадения реки Северная Сосьва до города Салехард, речной подбассейн реки — бассейны притоков Оби ниже впадения Северной Сосьвы. Речной бассейн реки — (Нижняя) Обь от впадения Иртыша.
Код объекта в государственном водном реестре — 15020300112115300022614.